# Álvaro González
Álvaro Rafael González Luengo (Montevideo, 29 ottobre 1984) è un ex calciatore uruguaiano, di ruolo centrocampista.
È soprannominato El Tata (in lingua italiana Il Saggio) perché già da ragazzo aveva una voce impostata da adulto. Con la Nazionale uruguaiana si è laureato campione d'America nel 2011.

## Caratteristiche tecniche
Giocatore abile soprattutto in fase difensiva, essendo fondamentalmente un centrocampista di quantità. Dotato anche di una discreta tecnica e di una buona capacità di spinta sulla fascia laterale, si distingue per impegno profuso in campo e per l'ottima continuità in quanto a prestazioni. Il suo ruolo principale è quello di centrocampista arretrato a protezione della difesa, ma alla Lazio è stato anche utilizzato come esterno di centrocampo o terzino destro, peraltro con ottimi risultati.

## Carriera

### Club

#### Gli inizi
Cresce calcisticamente nel Defensor Sporting, nel quale rimane per quattro stagioni. Nel 2007, a ventidue anni, si trasferisce al Boca Juniors. Dopo aver conquistato il Torneo di Apertura nel 2008, proprio in questa stagione si infortuna ad un ginocchio, tornando a giocare solamente l'anno successivo. La dirigenza del Boca in seguito lo cede al Nacional.

#### Lazio e i vari prestiti
Nell'estate del 2010 si trasferisce alla Lazio e, dopo un periodo di prova, viene acquistato il 29 luglio per la cifra di 3,5 milioni di euro, divenendo a tutti gli effetti un calciatore del club biancoceleste.
Con i biancocelesti fa il suo esordio ufficiale il 18 settembre 2010 subentrando a Stefano Mauri nei minuti finali di Fiorentina-Lazio 1-2. Il 27 ottobre realizza il suo primo gol in maglia laziale nella partita di Coppa Italia contro il Portogruaro vinta per 3-0. Dopo una serie di buone prestazioni ottiene sempre più spazio dal tecnico Edoardo Reja e il 13 febbraio 2011 realizza anche il suo primo gol in Serie A in Brescia-Lazio 0-2 segnando al 17' minuto il gol che apre il match.
Nella stagione successiva, il 5 febbraio 2012, realizza contro il Genoa il suo secondo gol in Serie A, nella partita che vede però sconfitta la Lazio sul campo dei rossoblù per 3-2.
Alla sua terza stagione in biancoceleste, il 27 novembre 2012 apre le marcature nella sfida tra Lazio e Udinese (partita poi terminata 3-0) segnando il suo terzo gol nella massima serie. Il 29 gennaio 2013, nella semifinale di ritorno di Coppa Italia, contribuisce alla vittoria della Lazio sulla Juventus (con conseguente passaggio in finale delle Aquile) per 2-1, segnando di testa il gol dell'1-0. Il 21 febbraio 2013 segna il gol del definitivo 2-0 nella partita di ritorno dei sedicesimi di finale di Europa League tra la Lazio e il Borussia Mönchengladbach, garantendo così il passaggio del turno ai biancocelesti. Il 26 maggio 2013 vince la Coppa Italia battendo in finale la Roma per 1-0.
Quarta stagione, quarto gol in biancoceleste in Serie A per Gonzalez il 23 marzo 2014 in Lazio-Milan segnando di testa il gol del definitivo 1-1.
Il 1º febbraio 2015 lascia il club romano, dopo 146 presenze e 7 reti, per passare in prestito al Torino. Esordisce il 7 febbraio successivo, in occasione della vittoria esterna, per 1-3, contro l'Hellas Verona. A fine stagione, dopo aver totalizzato appena 4 presenze con la maglia del Torino, fa ritorno al club biancoceleste.
Il 31 agosto 2015 viene ufficializzato il suo trasferimento, a titolo temporaneo con diritto di opzione, al club messicano dell'Atlas. L'esordio arriva il 13 settembre successivo in occasione della partita casalinga vinta, per 3-2, contro i Dorados. Conclude il prestito con un bottino di 19 presenze facendo così ritorno alla Lazio.

#### Nacional
Il 3 febbraio 2017 passa a titolo definitivo al Nacional. Il 19 febbraio successivo arriva il suo esordio con la maglia del club uruguaiano in occasione della partita contro il Plaza Colonia dove mette a segno anche la rete della vittoria dei suoi. Conclude la stagione con un bottino di 26 presenze e 2 reti.

#### Defensor Sporting
Il 1⁰ luglio 2019, firmerà per il Defensor Sporting. Nel club, in 3 anni, totalizzerà 58 presenze segnando 4 reti.

#### La Luz
Il 24 maggio 2022, dopo la scadenza del contratto con il precedente club, firmerà per il La Luz FC, militante nella Primera Division uruguayana.

### Nazionale

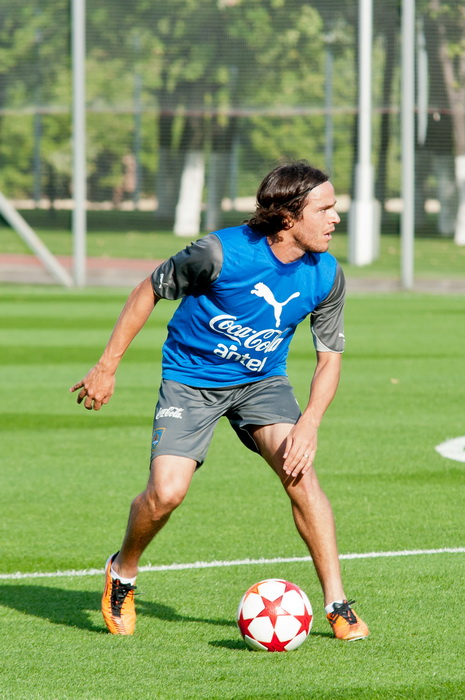
El Tata durante un allenamento con la Nazionale uruguagia.

Álvaro González compie l'intera trafila delle Nazionali giovanili uruguaiane, fino ad arrivare a vestire la maglia della Nazionale maggiore uruguaiana nel 2007. Da quell'annata in poi veste ancora la maglia della Celeste per altre nove gare, venendo poi escluso dalla lista dei convocati dal CT uruguagio Óscar Tabárez in vista dei Mondiali sudafricani del 2010.
Torna nel giro della Celeste subito dopo il campionato mondiale, tanto è vero che viene inserito nella lista dell'Uruguay in occasione della Copa América 2011. Il 24 luglio 2011 vince la Coppa America da protagonista con la sua nazionale giocando da titolare 4 partite su 6 della competizione.
Nel giugno 2013 viene convocato per far parte della rosa dell'Uruguay che giocherà la FIFA Confederations Cup 2013. Il 30 giugno 2013 perde la finale per il terzo posto contro l'Italia, concludendo così, insieme alla sua nazionale, la competizione al quarto posto.

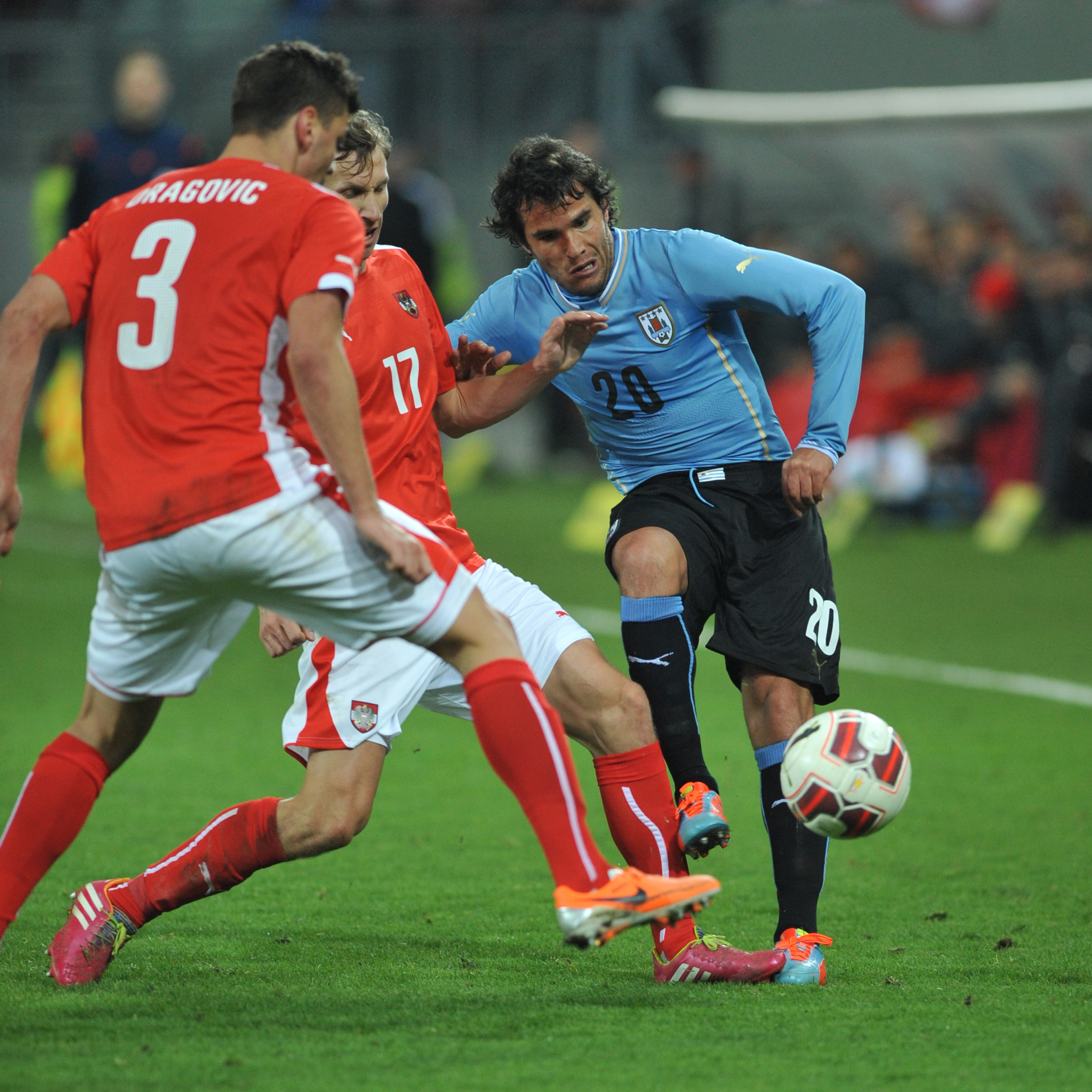
González durante un'amichevole con l'Austria, prima del Mondiale 2014.

Nel 2014 viene inserito nella selezione dei 23 giocatori che parteciperanno al Mondiale 2014 in Brasile. Gioca la sua prima partita in assoluto in un Mondiale il 14 giugno 2014, in occasione della sconfitta per 3-1 contro la Costa Rica; subentrando in campo al minuto 60 di gioco. Il 24 giugno successivo passa il turno come seconda qualificata dietro la Costa Rica, ma davanti ad Italia ed Inghilterra. Il 28 giugno 2014, l'Uruguay non supera gli ottavi di finale, perdendo la partita contro la Colombia per 2-0.
Il 23 maggio 2015 viene convocato per partecipare alla Copa América 2015 che si disputerà in Cile. Scende in campo in occasione della prima partita della fase a gironi vinta, per 1-0, contro la Giamaica. Il 21 giugno, anche se l'Uruguay si piazza solo al terzo posto, dietro Argentina e Paraguay, si qualifica, come una delle due squadre migliori che si sono piazzate al terzo posto nella fase a gironi, per i quarti di finale dove affronteranno il Cile. Il 24 giugno 2015 conclude anzitempo il torneo poiché l'Uruguay viene battuto, per 1-0, dai padroni di casa del Cile.
Il 14 maggio 2016 viene convocato per la Copa América Centenario negli Stati Uniti. L'esordio nella competizione arriva in occasione della 1ª partita persa, per 3-1, contro il Messico andando a subentrare al compagno di squadra Nicolás Lodeiro all'inizio del 2º tempo. Per lui e la sua squadra la competizione termina alla fase a gironi poiché, piazzandosi al 3º posto, non riesce a superare tale turno.

## Statistiche

### Presenze e reti nei club
Statistiche aggiornate al 2 giugno 2018.
| Stagione                 | Squadra                  | Campionato               | Campionato | Campionato | Coppe nazionali | Coppe nazionali | Coppe nazionali | Coppe continentali | Coppe continentali | Coppe continentali | Altre coppe | Altre coppe | Altre coppe | Totale | Totale |
| Stagione                 | Squadra                  | Comp                     | Pres       | Reti       | Comp            | Pres            | Reti            | Comp               | Pres               | Reti               | Comp        | Pres        | Reti        | Pres   | Reti   |
| ------------------------ | ------------------------ | ------------------------ | ---------- | ---------- | --------------- | --------------- | --------------- | ------------------ | ------------------ | ------------------ | ----------- | ----------- | ----------- | ------ | ------ |
| 2004                     | Defensor Sporting        | PD                       | 4          | 0          | -               | -               | -               | -                  | -                  | -                  | -           | -           | -           | 4      | 0      |
| 2005                     | Defensor Sporting        | PD                       | 2          | 0          | -               | -               | -               | -                  | -                  | -                  | -           | -           | -           | 2      | 0      |
| 2005-2006                | Defensor Sporting        | PD                       | 16         | 1          | -               | -               | -               | -                  | -                  | -                  | -           | -           | -           | 16     | 1      |
| 2006-2007                | Defensor Sporting        | PD                       | 25         | 3          | -               | -               | -               | -                  | -                  | -                  | -           | -           | -           | 25     | 2      |
| Totale Defensor Sporting | Totale Defensor Sporting | Totale Defensor Sporting | 47         | 4          |                 | -               | -               |                    | -                  | -                  |             | -           | -           | 47     | 4      |
| 2007-2008                | Boca Juniors             | PD                       | 13         | 1          | -               | -               | -               | CL                 | 4                  | 1                  | Cmc         | 2           | 0           | 19     | 2      |
| 2008-2009                | Boca Juniors             | PD                       | 20         | 0          | -               | -               | -               | CL                 | 5                  | 1                  | -           | -           | -           | 25     | 1      |
| Totale Boca Juniors      | Totale Boca Juniors      | Totale Boca Juniors      | 33         | 1          |                 | -               | -               |                    | 9                  | 2                  |             | 2           | 0           | 44     | 3      |
| 2009-2010                | Nacional                 | PD                       | 15         | 2          | -               | -               | -               | CL                 | 8                  | 0                  | -           | -           | -           | 23     | 2      |
| 2010-2011                | Lazio                    | A                        | 19         | 1          | CI              | 3               | 1               | -                  | -                  | -                  | -           | -           | -           | 22     | 2      |
| 2011-2012                | Lazio                    | A                        | 31         | 1          | CI              | 2               | 0               | UEL                | 7                  | 0                  | -           | -           | -           | 40     | 1      |
| 2012-2013                | Lazio                    | A                        | 34         | 1          | CI              | 4               | 1               | UEL                | 11                 | 1                  | -           | -           | -           | 49     | 3      |
| 2013-2014                | Lazio                    | A                        | 25         | 1          | CI              | 1               | 0               | UEL                | 4                  | 0                  | SI          | 0           | 0           | 30     | 1      |
| 2014-gen. 2015           | Lazio                    | A                        | 4          | 0          | CI              | 1               | 0               | -                  | -                  | -                  | -           | -           | -           | 5      | 0      |
| gen.-giu. 2015           | Torino                   | A                        | 4          | 0          | CI              | 0               | 0               | UEL                | 0                  | 0                  | -           | -           | -           | 4      | 0      |
| 2015-2016                | Atlas                    | PD                       | 16         | 0          | ACM+CCM         | 2+1             | 0+0             | -                  | -                  | -                  | -           | -           | -           | 19     | 0      |
| 2016-gen. 2017           | Lazio                    | A                        | 0          | 0          | CI              | 0               | 0               | -                  | -                  | -                  | -           | -           | -           | 0      | 0      |
| Totale Lazio             | Totale Lazio             | Totale Lazio             | 113        | 4          |                 | 11              | 2               |                    | 22                 | 1                  |             | -           | -           | 146    | 7      |
| 2017                     | Nacional                 | PD                       | 20         | 2          | -               | -               | -               | CL                 | 6                  | 0                  | -           | -           | -           | 26     | 2      |
| 2018                     | Nacional                 | PD                       | 9          | 0          | -               | -               | -               | CL                 | 5                  | 0                  | -           | -           | -           | 14     | 0      |
| Totale Nacional          | Totale Nacional          | Totale Nacional          | 44         | 4          |                 | -               | -               |                    | 19                 | 0                  |             | -           | -           | 63     | 4      |
| Totale carriera          | Totale carriera          | Totale carriera          | 257        | 13         |                 | 14              | 2               |                    | 50                 | 3                  |             | 2           | 0           | 323    | 18     |

### Cronologia presenze e reti in Nazionale
| Cronologia completa delle presenze e delle reti in nazionale ― Uruguay | Cronologia completa delle presenze e delle reti in nazionale ― Uruguay | Cronologia completa delle presenze e delle reti in nazionale ― Uruguay | Cronologia completa delle presenze e delle reti in nazionale ― Uruguay | Cronologia completa delle presenze e delle reti in nazionale ― Uruguay | Cronologia completa delle presenze e delle reti in nazionale ― Uruguay | Cronologia completa delle presenze e delle reti in nazionale ― Uruguay | Cronologia completa delle presenze e delle reti in nazionale ― Uruguay |
| Data                                                                   | Città                                                                  | In casa                                                                | Risultato                                                              | Ospiti                                                                 | Competizione                                                           | Reti                                                                   | Note                                                                   |
| ---------------------------------------------------------------------- | ---------------------------------------------------------------------- | ---------------------------------------------------------------------- | ---------------------------------------------------------------------- | ---------------------------------------------------------------------- | ---------------------------------------------------------------------- | ---------------------------------------------------------------------- | ---------------------------------------------------------------------- |
| 23-5-2006                                                              | Montevideo                                                             | Uruguay                                                                | 2 – 0                                                                  | Romania                                                                | Amichevole                                                             | -                                                                      | 72’                                                                    |
| 30-5-2006                                                              | Tunisi                                                                 | Libia                                                                  | 1 – 2                                                                  | Uruguay                                                                | Amichevole                                                             | -                                                                      | 85’                                                                    |
| 18-10-2006                                                             | Montevideo                                                             | Uruguay                                                                | 4 – 0                                                                  | Venezuela                                                              | Amichevole                                                             | -                                                                      | 78’                                                                    |
| 7-2-2007                                                               | Cúcuta                                                                 | Colombia                                                               | 1 – 3                                                                  | Uruguay                                                                | Amichevole                                                             | -                                                                      |                                                                        |
| 17-10-2007                                                             | Asunción                                                               | Paraguay                                                               | 1 – 0                                                                  | Uruguay                                                                | Qual. Mondiali 2010                                                    | -                                                                      | 68’                                                                    |
| 21-11-2007                                                             | San Paolo                                                              | Brasile                                                                | 2 – 1                                                                  | Uruguay                                                                | Qual. Mondiali 2010                                                    | -                                                                      | 70’                                                                    |
| 6-2-2008                                                               | Montevideo                                                             | Uruguay                                                                | 2 – 2                                                                  | Colombia                                                               | Amichevole                                                             | -                                                                      | 65’                                                                    |
| 20-8-2008                                                              | Sapporo                                                                | Giappone                                                               | 1 – 3                                                                  | Uruguay                                                                | Amichevole                                                             | -                                                                      | 60’                                                                    |
| 6-9-2008                                                               | Bogotà                                                                 | Colombia                                                               | 0 – 1                                                                  | Uruguay                                                                | Qual. Mondiali 2010                                                    | -                                                                      | 80’                                                                    |
| 14-10-2008                                                             | La Paz                                                                 | Bolivia                                                                | 2 – 2                                                                  | Uruguay                                                                | Qual. Mondiali 2010                                                    | -                                                                      | 55’                                                                    |
| 14-11-2009                                                             | Saprissa                                                               | Costa Rica                                                             | 0 – 1                                                                  | Uruguay                                                                | Qual. Mondiali 2010                                                    | -                                                                      |                                                                        |
| 8-10-2010                                                              | Giacarta                                                               | Indonesia                                                              | 1 – 7                                                                  | Uruguay                                                                | Amichevole                                                             | -                                                                      | 64’                                                                    |
| 23-6-2011                                                              | Rivera                                                                 | Uruguay                                                                | 3 – 0                                                                  | Estonia                                                                | Amichevole                                                             | -                                                                      | 72’                                                                    |
| 8-7-2011                                                               | Mendoza                                                                | Uruguay                                                                | 1 – 1                                                                  | Cile                                                                   | Coppa America 2011 - 1º turno                                          | -                                                                      | 46’ 80’                                                                |
| 12-7-2011                                                              | La Plata                                                               | Uruguay                                                                | 1 – 0                                                                  | Messico                                                                | Coppa America 2011 - 1º turno                                          | -                                                                      | 69’                                                                    |
| 16-7-2011                                                              | Santa Fe                                                               | Argentina                                                              | 1 – 1 dts (4 – 5 dtr)                                                  | Uruguay                                                                | Coppa America 2011 - Quarti di finale                                  | -                                                                      | 33’                                                                    |
| 19-7-2011                                                              | La Plata                                                               | Perù                                                                   | 0 – 2                                                                  | Uruguay                                                                | Coppa America 2011 - Semifinale                                        | -                                                                      |                                                                        |
| 24-7-2011                                                              | Buenos Aires                                                           | Uruguay                                                                | 3 – 0                                                                  | Paraguay                                                               | Coppa America 2011 - Finale                                            | -                                                                      |                                                                        |
| 2-9-2011                                                               | Charkiv                                                                | Ucraina                                                                | 2 – 3                                                                  | Uruguay                                                                | Amichevole                                                             | 1                                                                      | 79’                                                                    |
| 11-10-2011                                                             | Asunción                                                               | Paraguay                                                               | 1 – 1                                                                  | Uruguay                                                                | Qual. Mondiali 2014                                                    | -                                                                      | 65’                                                                    |
| 11-11-2011                                                             | Montevideo                                                             | Uruguay                                                                | 4 – 0                                                                  | Cile                                                                   | Qual. Mondiali 2014                                                    | -                                                                      | 69’                                                                    |
| 16-11-2011                                                             | Roma                                                                   | Italia                                                                 | 0 – 1                                                                  | Uruguay                                                                | Amichevole                                                             | -                                                                      | 84’                                                                    |
| 29-2-2012                                                              | Bucarest                                                               | Romania                                                                | 1 – 1                                                                  | Uruguay                                                                | Amichevole                                                             | -                                                                      | 68’                                                                    |
| 2-6-2012                                                               | Montevideo                                                             | Uruguay                                                                | 1 – 1                                                                  | Venezuela                                                              | Qual. Mondiali 2014                                                    | -                                                                      | 75’                                                                    |
| 15-8-2012                                                              | Le Havre                                                               | Francia                                                                | 0 – 0                                                                  | Uruguay                                                                | Amichevole                                                             | -                                                                      | 64’                                                                    |
| 7-9-2012                                                               | Barranquilla                                                           | Colombia                                                               | 4 – 0                                                                  | Uruguay                                                                | Qual. Mondiali 2014                                                    | -                                                                      | 46’                                                                    |
| 11-9-2012                                                              | Montevideo                                                             | Uruguay                                                                | 1 – 1                                                                  | Ecuador                                                                | Qual. Mondiali 2014                                                    | -                                                                      | 46’                                                                    |
| 12-10-2012                                                             | Mendoza                                                                | Argentina                                                              | 3 – 0                                                                  | Uruguay                                                                | Qual. Mondiali 2014                                                    | -                                                                      | 69’                                                                    |
| 16-10-2012                                                             | La Paz                                                                 | Bolivia                                                                | 4 – 1                                                                  | Uruguay                                                                | Qual. Mondiali 2014                                                    | -                                                                      |                                                                        |
| 14-11-2012                                                             | Danzica                                                                | Polonia                                                                | 1 – 3                                                                  | Uruguay                                                                | Amichevole                                                             | -                                                                      |                                                                        |
| 6-2-2013                                                               | Doha                                                                   | Spagna                                                                 | 3 – 1                                                                  | Uruguay                                                                | Amichevole                                                             | -                                                                      |                                                                        |
| 22-3-2013                                                              | Montevideo                                                             | Uruguay                                                                | 1 – 1                                                                  | Paraguay                                                               | Qual. Mondiali 2014                                                    | -                                                                      | 90’                                                                    |
| 27-3-2013                                                              | Santiago del Cile                                                      | Cile                                                                   | 2 – 0                                                                  | Uruguay                                                                | Qual. Mondiali 2014                                                    | -                                                                      |                                                                        |
| 12-6-2013                                                              | Ciudad Guayana                                                         | Venezuela                                                              | 0 – 1                                                                  | Uruguay                                                                | Qual. Mondiali 2014                                                    | -                                                                      | 60’                                                                    |
| 17-6-2013                                                              | Recife                                                                 | Spagna                                                                 | 2 – 1                                                                  | Uruguay                                                                | Conf. Cup 2013 - 1º turno                                              | -                                                                      | 46’                                                                    |
| 21-6-2013                                                              | Salvador                                                               | Nigeria                                                                | 1 – 2                                                                  | Uruguay                                                                | Conf. Cup 2013 - 1º turno                                              | -                                                                      |                                                                        |
| 26-6-2013                                                              | Belo Horizonte                                                         | Brasile                                                                | 2 – 1                                                                  | Uruguay                                                                | Conf. Cup 2013 - Semifinale                                            | -                                                                      | 74’ 83’                                                                |
| 30-6-2013                                                              | Salvador                                                               | Uruguay                                                                | 2 – 2 dts (2 – 3 dtr)                                                  | Italia                                                                 | Conf. Cup 2013 - Finale 3º posto                                       | -                                                                      | 56’                                                                    |
| 14-8-2013                                                              | Rifu                                                                   | Giappone                                                               | 2 – 4                                                                  | Uruguay                                                                | Amichevole                                                             | 1                                                                      | 68’                                                                    |
| 7-9-2013                                                               | Lima                                                                   | Perù                                                                   | 1 – 2                                                                  | Uruguay                                                                | Qual. Mondiali 2014                                                    | -                                                                      | 70’                                                                    |
| 11-9-2013                                                              | Montevideo                                                             | Uruguay                                                                | 2 – 0                                                                  | Colombia                                                               | Qual. Mondiali 2014                                                    | -                                                                      | 46’                                                                    |
| 5-3-2014                                                               | Klagenfurt am Wörthersee                                               | Austria                                                                | 1 – 1                                                                  | Uruguay                                                                | Amichevole                                                             | -                                                                      | 81’                                                                    |
| 5-6-2014                                                               | Montevideo                                                             | Uruguay                                                                | 2 – 0                                                                  | Slovenia                                                               | Amichevole                                                             | -                                                                      | 46’                                                                    |
| 14-6-2014                                                              | Fortaleza                                                              | Uruguay                                                                | 1 – 3                                                                  | Costa Rica                                                             | Mondiali 2014 - 1º turno                                               | -                                                                      | 60’                                                                    |
| 19-6-2014                                                              | San Paolo                                                              | Uruguay                                                                | 2 – 1                                                                  | Inghilterra                                                            | Mondiali 2014 - 1º turno                                               | -                                                                      | 79’                                                                    |
| 24-6-2014                                                              | Natal                                                                  | Italia                                                                 | 0 – 1                                                                  | Uruguay                                                                | Mondiali 2014 - 1º turno                                               | -                                                                      |                                                                        |
| 28-6-2014                                                              | Rio de Janeiro                                                         | Colombia                                                               | 2 – 0                                                                  | Uruguay                                                                | Mondiali 2014 - Ottavi di finale                                       | -                                                                      | 67’                                                                    |
| 5-9-2014                                                               | Sapporo                                                                | Giappone                                                               | 0 – 2                                                                  | Uruguay                                                                | Amichevole                                                             | -                                                                      | 69’ 80’                                                                |
| 19-11-2014                                                             | Santiago del Cile                                                      | Cile                                                                   | 1 – 2                                                                  | Uruguay                                                                | Amichevole                                                             | 1                                                                      | 80’                                                                    |
| 28-3-2015                                                              | Agadir                                                                 | Marocco                                                                | 0 – 1                                                                  | Uruguay                                                                | Amichevole                                                             | -                                                                      | 70’                                                                    |
| 7-6-2015                                                               | Montevideo                                                             | Uruguay                                                                | 5 – 1                                                                  | Guatemala                                                              | Amichevole                                                             | -                                                                      | 46’                                                                    |
| 13-6-2015                                                              | Antofagasta                                                            | Uruguay                                                                | 1 – 0                                                                  | Giamaica                                                               | Coppa America 2015 - 1º turno                                          | -                                                                      | 86’                                                                    |
| 16-6-2015                                                              | La Serena                                                              | Argentina                                                              | 1 – 0                                                                  | Uruguay                                                                | Coppa America 2015 - 1º turno                                          | -                                                                      |                                                                        |
| 20-6-2015                                                              | La Serena                                                              | Uruguay                                                                | 1 – 1                                                                  | Paraguay                                                               | Coppa America 2015 - 1º turno                                          | -                                                                      |                                                                        |
| 24-6-2015                                                              | Santiago del Cile                                                      | Cile                                                                   | 1 – 0                                                                  | Uruguay                                                                | Coppa America 2015 - Quarti di finale                                  | -                                                                      |                                                                        |
| 5-9-2015                                                               | Panama                                                                 | Panama                                                                 | 0 – 1                                                                  | Uruguay                                                                | Amichevole                                                             | -                                                                      | 46’                                                                    |
| 9-9-2015                                                               | San José                                                               | Costa Rica                                                             | 1 – 0                                                                  | Uruguay                                                                | Amichevole                                                             | -                                                                      | 37’                                                                    |
| 8-10-2015                                                              | La Paz                                                                 | Bolivia                                                                | 0 – 2                                                                  | Uruguay                                                                | Qual. Mondiali 2018                                                    | -                                                                      |                                                                        |
| 14-10-2015                                                             | Montevideo                                                             | Uruguay                                                                | 3 – 0                                                                  | Colombia                                                               | Qual. Mondiali 2018                                                    | -                                                                      | 86’                                                                    |
| 12-11-2015                                                             | Quito                                                                  | Ecuador                                                                | 2 – 1                                                                  | Uruguay                                                                | Qual. Mondiali 2018                                                    | -                                                                      | 89’                                                                    |
| 26-3-2016                                                              | Recife                                                                 | Brasile                                                                | 2 – 2                                                                  | Uruguay                                                                | Qual. Mondiali 2018                                                    | -                                                                      | 46’                                                                    |
| 29-3-2016                                                              | Montevideo                                                             | Uruguay                                                                | 1 – 0                                                                  | Perù                                                                   | Qual. Mondiali 2018                                                    | -                                                                      | 80’                                                                    |
| 28-5-2016                                                              | Montevideo                                                             | Uruguay                                                                | 3 – 1                                                                  | Trinidad e Tobago                                                      | Amichevole                                                             | -                                                                      | 60’                                                                    |
| 6-6-2016                                                               | Glendale                                                               | Messico                                                                | 3 – 1                                                                  | Uruguay                                                                | Coppa America Centenario - 1º turno                                    | -                                                                      | 46’                                                                    |
| 10-6-2016                                                              | Filadelfia                                                             | Uruguay                                                                | 0 – 1                                                                  | Venezuela                                                              | Coppa America Centenario - 1º turno                                    | -                                                                      | 80’                                                                    |
| 14-6-2016                                                              | Santa Clara                                                            | Uruguay                                                                | 3 – 0                                                                  | Giamaica                                                               | Coppa America Centenario - 1º turno                                    | -                                                                      | 81’                                                                    |
| 16-11-2016                                                             | Ñuñoa                                                                  | Cile                                                                   | 3 – 1                                                                  | Uruguay                                                                | Qual. Mondiali 2018                                                    | -                                                                      | 40’ 77’                                                                |
| 28-3-2017                                                              | Lima                                                                   | Perù                                                                   | 2 – 1                                                                  | Uruguay                                                                | Qual. Mondiali 2018                                                    | -                                                                      |                                                                        |
| 4-6-2017                                                               | Dublino                                                                | Irlanda                                                                | 3 – 1                                                                  | Uruguay                                                                | Amichevole                                                             | -                                                                      | 46’                                                                    |
| 7-6-2017                                                               | Nizza                                                                  | Italia                                                                 | 3 – 0                                                                  | Uruguay                                                                | Amichevole                                                             | -                                                                      |                                                                        |
| 31-8-2017                                                              | Montevideo                                                             | Uruguay                                                                | 0 – 0                                                                  | Argentina                                                              | Qual. Mondiali 2018                                                    | -                                                                      | 47’ 68’                                                                |
| 5-10-2017                                                              | San Cristóbal                                                          | Venezuela                                                              | 0 – 0                                                                  | Uruguay                                                                | Qual. Mondiali 2018                                                    | -                                                                      | 83’                                                                    |
| Totale                                                                 |                                                                        | Presenze                                                               | 72                                                                     |                                                                        | Reti                                                                   | 3                                                                      |                                                                        |

## Palmarès

### Club

#### Competizioni nazionali
- Copa Artigas: 1

Defensor Sporting: 2005-2006
- Campionato argentino: 1

Boca Juniors: Apertura 2008
- Coppa Italia: 1

Lazio: 2012-2013

#### Competizioni internazionali
- Recopa Sudamericana: 1

Boca Juniors: 2008

### Nazionale
- Coppa America: 1

Argentina 2011